# Сотиря
Со́тиря (болг. Сотиря) — село в Сливенській області Болгарії. Входить до складу общини Сливен.

## Населення
За даними перепису населення 2011 року у селі проживали 2096 осіб.
Національний склад населення села:
| Національність   | Кількість осіб | Відсоток |
| ---------------- | -------------- | -------- |
| цигани           | 577            | 53,9 %   |
| болгари          | 433            | 40,5 %   |
| турки            | 28             | 2,6 %    |
| Всього відповіли | 1070           |          |

Розподіл населення за віком у 2011 році:
Динаміка населення: